# Girly girl
Girly girl (дослівний переклад з англ.: «жіночна дівчина») — це термін для позначення дівчини або жінки, які вирішують одягатися та поводитися у традиційно жіночому стилі, наприклад, носити рожевий колір, користуватися макіяжем, парфумами, одягатися у спідниці, сукні та блузки та говорити про стосунки та інші види діяльності, які тісно пов'язані з традиційною гендерною роллю дівчини.
Хоча цей термін часто використовується як термін зневаги, він також може бути використаний у більш позитивному сенсі.

## Соціальні детермінанти
Протилежність girly girl — томбой. Чоловічий аналог girly girl — це «маскулінний чоловік». Зростаюча поширеність дівчачих дівчат на початку 21-го століття була пов'язана з постфеміністичною, новою чоловічою конструкцією маскулінності та жіночностю.